# رابرت رنتول، جونیور
رابرت رنتول، جونیور (به انگلیسی: Robert Rantoul, Jr.) سناتور سابق عضو حزب دموکرات ایالات متحده آمریکا بود. وی در سال ۱۸۵۱ میلادی سناتور ایالت ماساچوست در سنای ایالات متحده آمریکا بود.